# Septonema ochraceum
Septonema ochraceum är en svampart som beskrevs av Matsush. 1975. Septonema ochraceum ingår i släktet Septonema, klassen Dothideomycetes, divisionen sporsäcksvampar och riket svampar.   Inga underarter finns listade i Catalogue of Life.